# 崔説
崔 説（さい えつ、512年 - 575年）は、北魏から北周にかけての官僚・軍人。もとの名は士約。本貫は博陵郡安平県。兄は崔謙。妻は李彦の子の李燮の娘。

## 経歴
崔楷の子として生まれた。領軍府録事を初任とし、諮議参軍に転じた。532年、賀抜勝が荊州刺史となると、士約は仮節・冠軍将軍・防城都督となった。534年、賀抜勝が侯景に敗れると、士約は賀抜勝に従って南朝梁に亡命した。537年、西魏に帰国した。衛将軍・都督の位を受け、安昌県子に封じられた。宇文泰の下で弘農や沙苑の戦いに参加し、功績を挙げた。爵位は安昌県侯に進み、京兆尹に任じられた。
帥都督に転じ、撫軍将軍・通直散騎常侍・大都督となり、車騎大将軍・儀同三司・都官尚書・定州大中正に進んで、安国県侯に改封された。宇文氏の姓を賜り、あわせて説の名を賜った。驃騎大将軍・開府儀同三司に進み、侍中の位を加えられ、万年県公に進封された。隴州刺史に任ぜられ、総管涼甘瓜三州諸軍事・涼州刺史に転じた。強引な統治で、民衆に恐れられた。
斉王宇文憲が東征すると、崔説はその下で行軍長史となった。帰還すると、使持節・崇徳安義等十三防熊和中等三州諸軍事となり、崇徳防主をつとめ、大将軍の任を加えられ、安平県公に改封された。575年1月10日、死去した。享年は64。敷延丹綏長五州刺史の位を追贈された。諡は荘といった。

## 子女
- 崔弘度（上柱国・武郷郡公）
- 崔弘昇
- 崔弘峻
- 崔弘寿
- 崔弘正
- 崔弘舟
- 崔氏（隋の秦王楊俊の妻）

## 伝記資料
- 『周書』巻35 列伝第27
- 『北史』巻32 列伝第20
- 周大将軍崔説神道碑